# Vipava (rzeka)
Vipava (wł.: Vipacco, niem.: Wipbach lub Wippach) – rzeka w zachodniej Słowenii i w północno-wschodnich Włoszech, lewy dopływ Soczy. Ma długość 49 km, powierzchnie zlewni 598 km² i średni przepływ 17,5 m³/s.

## Przebieg i opis
Rzeka Vipava wypływa z kilku krasowych źródeł w południowej części miejscowości Vipava u podnóża stromego, zalesionego zachodniego zbocza góry Nanos. W mieście źródła łączą się w prawdziwą rzekę, która szybko skręca i płynie szerokim dnem doliny Vipavskiej w kierunku północno-zachodnim. Następnie  z prawej strony dopływa do niej rzeka Bela, która jednak przez większą część roku ginie w swoim własnym stożku napływowym i nie dociera do Vipavy, a z lewej strony silniejszy dopływ Močilnik z górnej części doliny.
W pobliżu wsi Ustje rzeka wchodzi w niskie fliszowe pagórki w środkowej części doliny, przez które płynie prosto na zachód w dość wąskiej dolinie. Dwa kilometry dalej, przed miejscowością Velike Žablje, dolina nieco się rozszerza i ma dość podmokłe dno. Niedaleko stacji kolejowej Batuje rzeka ostro skręca na południe w krótkim i wąskim wąwozie, następnie robi duży zakręt wokół wsi Zalošče i Saksid, gdzie dołącza do niej lewobrzeżny dopływ Branica. Dalej rzeka wykonuje kolejny zakręt wokół wsi Dornberk, po czym wpływa do szerszej, gęsto zaludnionej i uprawianej dolnej części doliny. Tu rzeka ma bardzo mały spadek, wyraźnie meandruje i tworzy liczne zakola, a w Renčach dołącza do niej prawobrzeżny dopływ Lijak.
Następnie rzeka w okolicach miejscowości Miren rzeka przekracza granicę słoweńsko-włoską. W tym miejscu rzeka przyjmuję ostatni dopływ, Vrtojbicę. Następnie rzeka w okolicach Savogni d’Isonzo uchodzi do Soczy.